# Duncan (comte de Mar)
Pour les articles homonymes, voir Duncan.
Donnchadh de Mar (anglicisé en Duncan) est un souverain écossais, 5e mormaer ou comte de Mar vers 1222/1228 à 1244.

## Union et postérité
Donnchadh épouse une femme d'origine inconnue qui lui donne un fils. C'est peut-être par gratitude envers la famille royale, particulièrement envers Guillaume le Lion le fils d'Ada de Warenne qui est vraisemblablement à l'origine de la modification des règles de dévolution des vieux fiefs gaëliques qu'il nomme son héritier et successeur Uilleam c'est-à-dire  William, plus tard le 5e Comte.